# ヴラディスラフ・ヴァルネンチク

ヴラディスラフ・ヴァルネンチク
Владислав Варненчик

ヴラディスラフ・ヴァルネンチク（ブルガリア語:Владислав Варненчик / Vladislav Varnenchik）はブルガリア北東部の都市・ヴァルナの区。ヴァルナの一部を構成する。ヴァルナ湖の北側、ヴァルナ自治体の北西部の一角を占めている。アクサコヴォに近接している。
区内にはヴラディスラフ・ヴァルネンチク地区（Владислав Варненчик / Vladislav Varnenchik）およびカイシエヴァ・グラディナ地区（Кайсиева градина / Kaysieva gradina）があり、住宅地となっている。地区の名前はポーランドのヴワディスワフ3世に由来する。

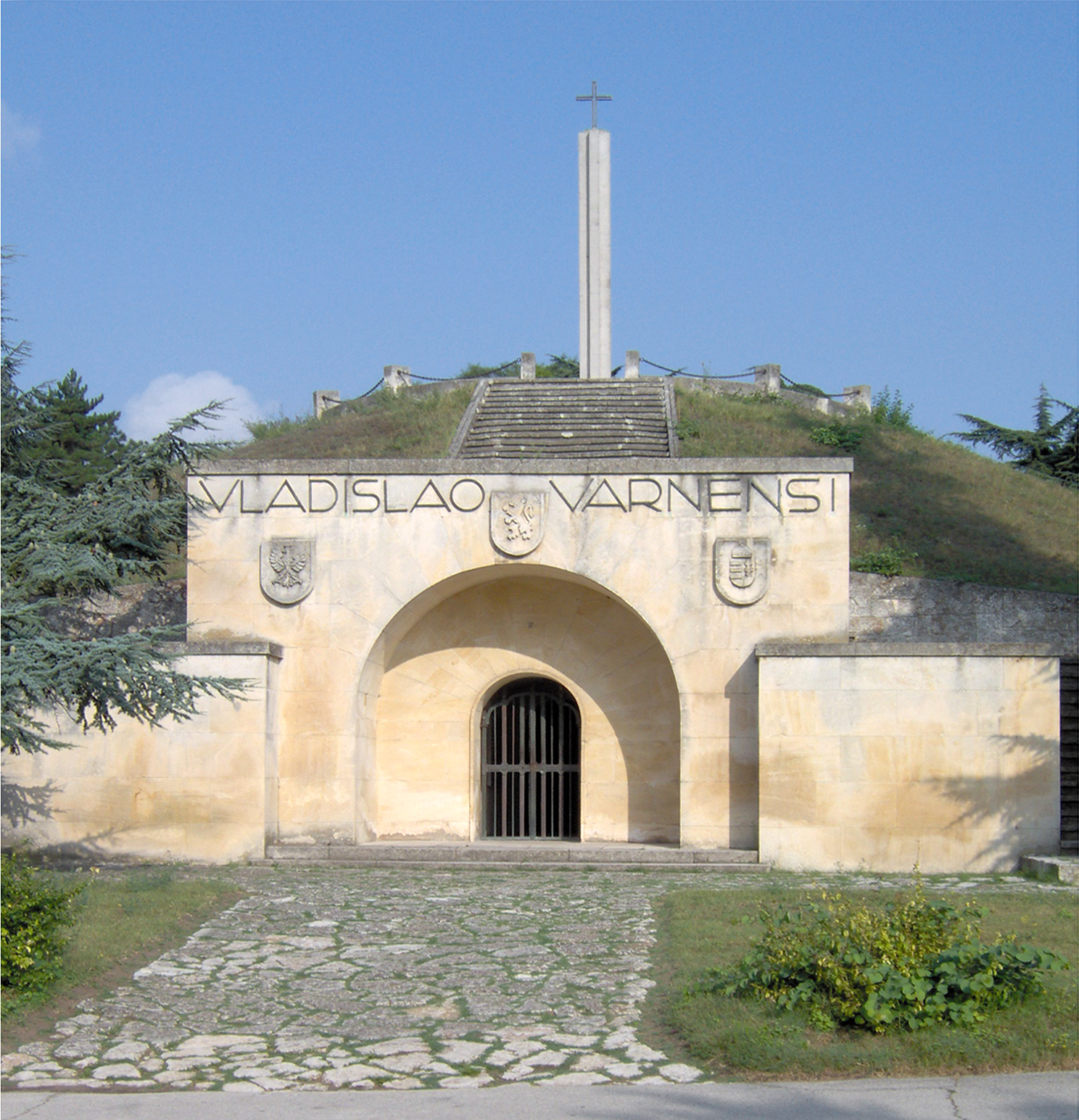
区の名称の由来となったポーランドのヴワディスワフ3世の霊廟

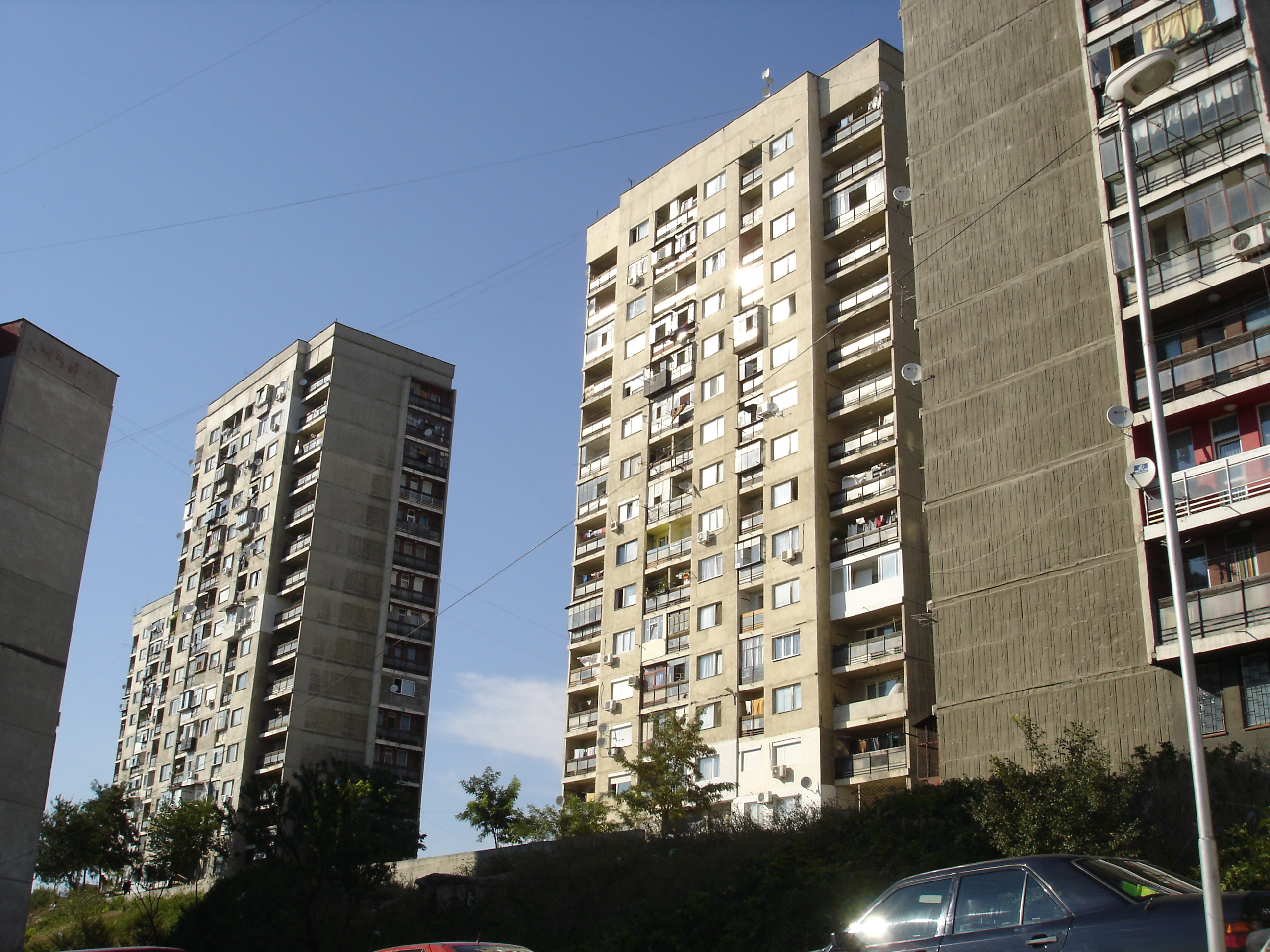
ヴラディスラフ・ヴァルネンチク区にある集合住宅